# Pancho Fierro
Francisco "Pancho" Fierro Palas (Ciudad de los Reyes, Virreinato del Perú, 5 de octubre de 1807 - Lima, Perú, 28 de julio de 1879) fue un pintor peruano, que mediante sus afamadas acuarelas, reflejó la vida y costumbres de la Lima de inicios del siglo XIX.

## Biografía
Solo pocos datos biográficos se tienen sobre Pancho Fierro. Se sabe que nació en Lima el 5 de octubre de 1807 y se le bautizó el 5 de febrero de 1809 en la Iglesia del Sagrado Corazón de Jesús (Parroquia de Los Huérfanos) en ese entonces viceparroquia de la Catedral. 
Fue mulato, hijo de Nicolás Rodríguez del Fierro, criollo español ordenado de sacerdote y de Carmen Fierro, esclava de la casa familiar de Antonio Rodríguez del Fierro y Pollos, prior del Tribunal del Consulado de Lima y coronel del Batallón de Milicias del Comercio de Lima, y Nicolasa Ignacia de Robina y Gallegos, dama perteneciente a importantes familias de la sociedad virreinal limeña, padres de Nicolás y abuelos paternos del pintor. 
Fue manumitido desde su nacimiento, es decir, nació libre siguiendo la regla no sancionada que rezaba que el hijo de un español no debía nacer esclavo. No se conoce que realizara estudios de pintura pero desde temprana edad mostró su talento para este arte. En el mes de mayo de 1828 contrae matrimonio en Lima con Gervasia Rosa Cornejo Belzunce, natural de la Hacienda Mataratones en la provincia de Cañete, pero también formó familia con otras mujeres de las que dejó dilatada descendencia. 
Artista bohemio, de talento intuitivo, se ganaba el sustento pintando letreros comerciales y carteles de toros o moldeaba figuras toscas para los nacimientos. También practicó la pintura mural en las paredes hoy derruidas o borradas de muchas casas limeñas. Pero sus mejores dotes de artista las volcó en numerosas acuarelas sobre cartulinas, en las que retrató tipos y costumbres de finales de la época colonial y de las primeras décadas de la República del Perú, transmitiéndonos la imagen de un mundo pintoresco, que abarca todas las clases sociales. En ese campo tuvo imitadores y competidores nacionales y extranjeros pero Pancho Fierro destacó por su talento. Así lo atestigua los diversos padrones de los gremios de empresarios de los diferentes ramos industriales elaborados para el pago de la patente presentados a la Prefectura de Lima, en cuyas relaciones de pintores Pancho Fierro figuró como pintor de segunda y luego de primera clase al lado de otro afamado pintor, el mulato José Gil de Castro. 

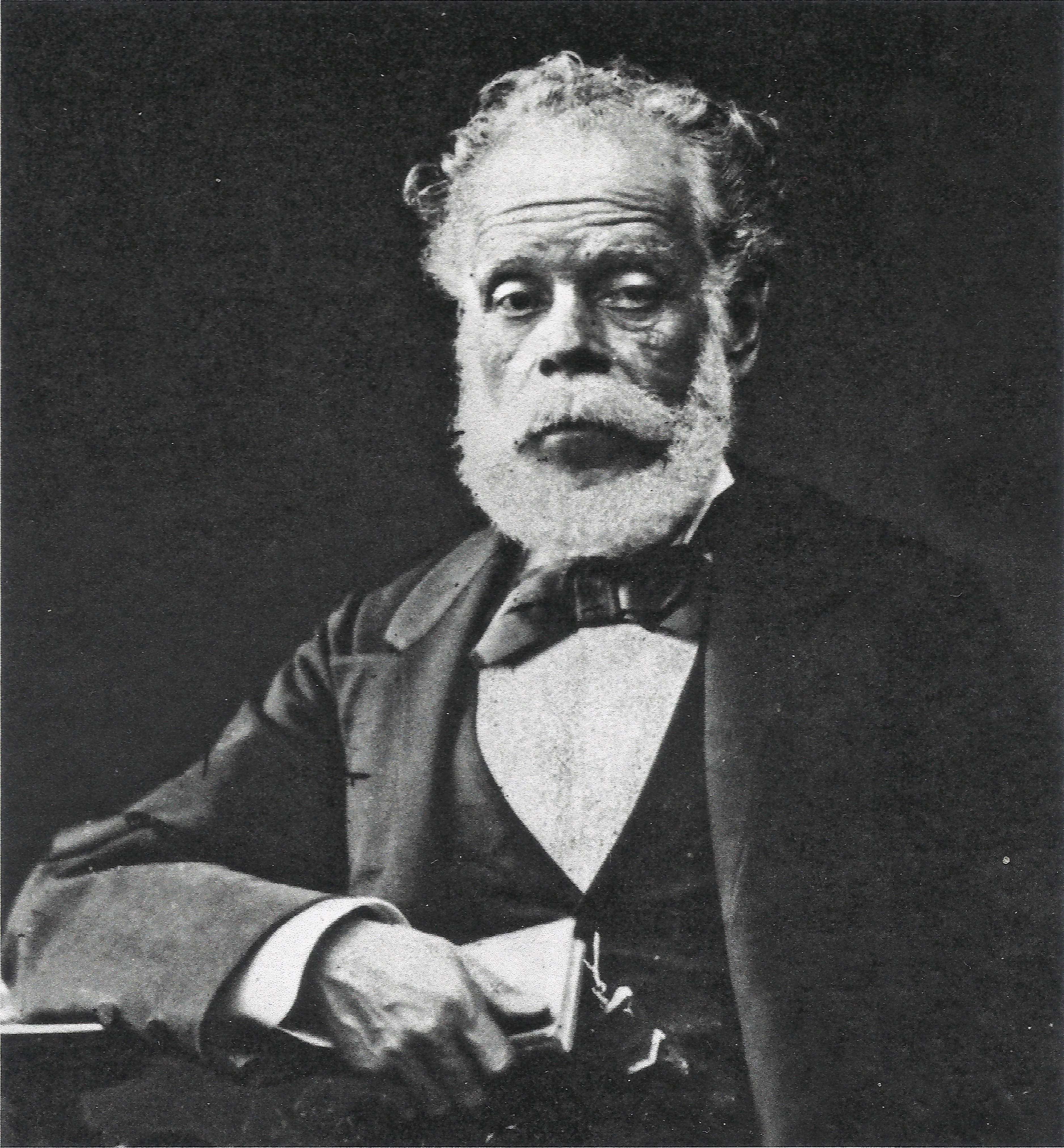
Supuesta fotografía de Pancho Fierro.

Según Ismael Portal, era “de color honesto, mulato, de más de mediana estatura, grueso, de barba cerrada, mirada penetrante, habilísimo y de lo más agudo”.
Falleció en el hospital Dos de Mayo, el día de Fiestas Patrias de 1879, a la edad de 70 años probablemente calculando su edad a partir de su bautismo ocurrido en 1809 y no la de su nacimiento en 1807. La nota necrológica publicada en el diario El Comercio, asegura que, además de sus acuarelas, dejó numerosos cuadros al óleo y retratos a carboncillo "única herencia de su desconsolada familia". También resalta su importancia como artista costumbrista, habiendo sido para la pintura peruana lo que Manuel Ascencio Segura lo fue para la literatura.

## Acuarelas

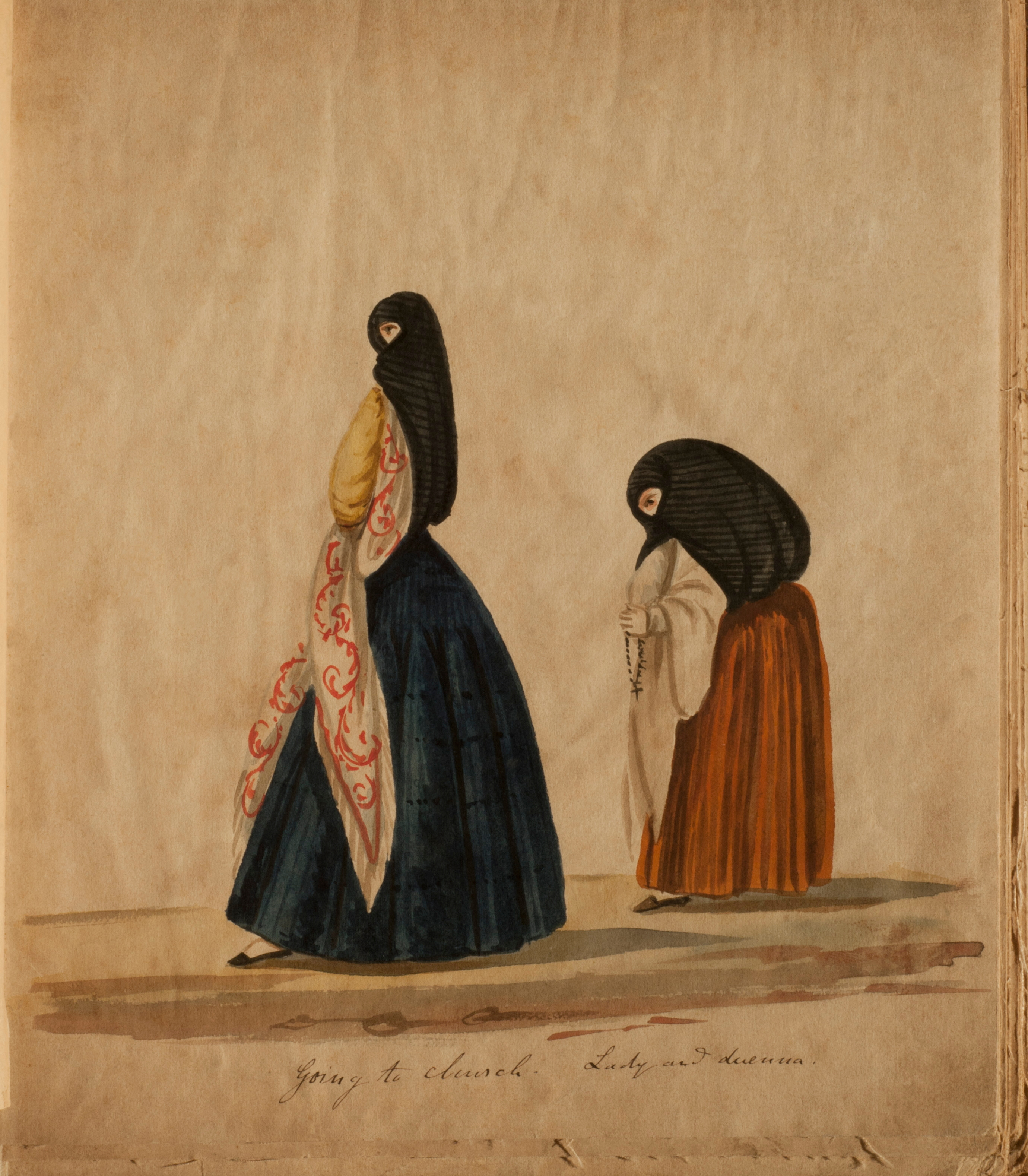
Yendo a la iglesia - Dama y dueña, acuarela sobre papel entelado, hacia 1850 o 1860

Se calcula que llegó a pintar aproximadamente 1200 escenas de la vida de la capital peruana, que abarcan las actividades cotidianas, las costumbres y los personajes más característicos de todas las clases sociales. Esas obras las ofreció a la venta a través de la casa Ricordi, las mismas que tuvieron demanda de los aficionados y entendidos del tema, entre nacionales y extranjeros. Inclusive hubo artistas que las imitaron o plagiaron.
La colección más conocida fue formada por el pedagogo Agustín de la Rosa Toro quien cedió posteriormente al literato Ricardo Palma creando el "Álbum: Lima, tipos y costumbres", cuyos herederos la entregaron a la Municipalidad de Lima. Actualmente se encuentran en la Pinacoteca Municipal Ignacio Merino y abarca 254 acuarelas, entre las donadas por Palma y adquiridas posteriormente.
Entre otras colecciones importantes están las formadas por el pintor francés Léonce Angrand y la colección del etnógrafo ruso Leopoldo Shrenk, cuyas 78 acuarelas se hallan en el Museo de Antropología y Etnografía de San Petersburgo, y la que se conserva en la Hispanic Society de Nueva York. Una cabal evaluación de los antecedentes y el carácter del arte de Pancho Fierro ha sido publicada por Manuel Cisneros Sánchez en 1975, con reproducciones a color.
Pancho Fierro fue admirado por artistas de diversas épocas. En 1937 el cajabambino José Sabogal publicó un trabajo sobre el pintor mulato. Además, el Instituto de Arte Peruano (IAP), que Sabogal presidió, reconoció a Pancho Fierro "como el primer artista peruano". Para honrarle, una sala del IAP llevaba su nombre.

## Apreciaciones críticas
En la figura de Fierro, entonces, se entrecruzan dos paradigmas contrapuestos del artista. De un lado, el pintor es caracterizado como un artista popular que expresa intuitivamente los valores culturales de una colectividad. Su arte sería una creación ingenua, desprovista de racionalidad pero autenticada por la pertenencia del artista a una clase social. De otro lado, se va construyendo la imagen de una individualidad artística, la de un creador original que produce su obra dentro de los valores asignados tradicionalmente al artista en la historia del arte europeo. Al narrar la historia del costumbrismo peruano,entonces, los escritores criollistas crearon una paradoja singular, la de un autor anónimo con nombre propio.
Natalia Majluf

Este pintor mulato a través de la acuarela caracterizó los tipos y costumbres de Lima. Sus temas incluían tapadas, clérigos religiosos y sus imágenes se convirtieron en fuentes directas del imaginario costumbrista en la plástica.
Fernando Villegas

Su técnica no es muy depurada, pero la gracia espontánea y el moderado humorismo con que presenta sus temas resaltan su originalidad y amenguan sus defectos… Aunque no acostumbraba a firmar sus acuarelas, su nombre ha definido un estilo y una inspiración inconfundibles.
Alberto Tauro del Pino

Una de sus singularidades es que se detiene en los detalles descuidando los espacios mayores, careciendo por ello de fondos sugerentes. Tal como se afirma en Pintura contemporánea (1975:37) este maestro poseía “un gran sentido del movimiento, el instinto de las proporciones y de la composición, una gran capacidad para captar la expresión de los gestos y de las actitudes, para buscar lo esencial de la forma y para encontrar el sentido humorístico de los actos humanos”. A ello se agrega “una gracia ligera, de una comicidad sin amargura ni resentimientos”.
Luis Enrique Tord

La importancia de la pintura de Pancho Fierro radica en ser un testimonio gráfico de su tiempo".
Rosa María Vargas Romero

### Vídeos
- Sucedió en el Perú. Pancho Fierro (2013) en YouTube. (TV Perú)
- A la vuelta de la esquina: La vida de Pancho Fierro en YouTube.
- Conferencia: Pancho Fierro - Un Artista Peruano del Siglo XIX (CEDELIO) en YouTube.

- Datos: Q4802464
- Multimedia: Pancho Fierro / Q4802464